# Command & Conquer 3: Gniew Kane’a
Command & Conquer 3: Gniew Kane’a (oryg. ang. Command & Conquer 3: Kane's Wrath) – gra RTS z serii Command & Conquer wydana przez Electronic Arts w marcu 2008 roku. Gra jest pierwszym i ostatnim dodatkiem do Command & Conquer 3: Wojny o tyberium

## Zawartość gry
Gra jest dodatkiem do Command & Conquer 3: Wojny o tyberium, zawiera:
- sześć nowych frakcji, które są odłamami od głównych frakcji i charakteryzują się trochę innym typem walki
- 13 nowych misji, które są tylko dla Bractwa Nod
- nowe jednostki dla każdej z frakcji
- nowe moce i budynki

## Fabuła gry
Dodatek skupia się na wydarzeniach z lat 2034 – 2052 czyli po wydarzeniach z II wojny tyberyjskiej, przez wydarzenia z III wojny tyberyjskiej i kilka lat po niej. Gra najbardziej skupia się na Bractwie Nod, o tym co się działo z przywódcą Bractwa czyli Kane'em.

## Obsada
- Kane (Joe Kucan) – charyzmatyczny przywódca Bractwa Nod.
- Brat Marcion (Carl Lumbly) – niegdyś przywódca religijnego skrzydła Bractwa, po II wojnie tyberyjskiej stracił złudzenia co do Bractwa i Kane’a. Stworzył swoją armię i „nową” Czarną Dłoń, lecz po zaciętej bitwie o jego australijską bazę powrócił na stronę bractwa.
- Alexa Kovacs (Natasha Hendstridge) – szybko awansowała w szeregach wywiadu Nod. Współpracownicy odsunęli się od niej, ale przyciągnęła uwagę Kane’a. Odpowiedzialna za badania nad sztuczną inteligencją LEGION, następcą CABAL.
- LEGION – (Logarytmicznie Skonstruowana Zarządzająca Forma Życia) genialna sztuczna inteligencja opracowana przez Kane’a, następca SI o nazwie CABAL.

## Strony konfliktu
Strony konfliktu pochodzą z Command & Conquer 3: Wojny o tyberium. Zostały one podzielone na podfrakcje:

### GDI
- Stalowe Szpony (Steel Talons)
- ZOCOM (Zone Operations Command

### Bractwo Nod
- Czarna Dłoń (Black Hand)
- Wybrani Kane’a (Marked of Kane)

### Scrin
- Żniwiarze-17 (Reaper-17)
- Podróżnicy-59 (Traveler-59)